# Lotus Elise GT1
Lotus Elise GT1 (também conhecido como o Lotus GT1 e conhecido internamente como Type-115) foi um carro de corrida desenvolvido para corridas de GT a partir de 1997 pela Lotus Motorsport.

## Desenvolvimento
Lotus Cars já tinha vindo a utilizar uma versão de corrida do seu modelo Lotus Esprit na BPR Global GT Series desde a sua fundação em 1994, competindo na classe GT1 da estréia contra os famosos McLaren F1 GTR, Venturi 600LM, Ferrari F40 GTE entre outros. No entanto, em 1997, a série ficou conhecida como FIA GT Championship, e o envolvimento da fabricante foi aumentada com a nova exposição internacional. A Porsche foi a primeira a iniciar uma nova geração de carros de corrida em 1996, homologando o Porsche 911 GT1. Este foi rapidamente seguido pelo anúncio de que a Mercedes-Benz planeja fazer o mesmo com seus CLK-GTR em 1997.
Assim a Lotus decidiu que, para se manterem competitivos na classe GT1,  seriam obrigados a seguir a rota estabelecida pelo Porsche e Mercedes-Benz. No entanto, ciente de que eles não tinham os recursos disponíveis que a Porsche e a Mercedes teve de criar não apenas os carros de corrida, mas também carros desportivos de produção em uma perda de dinheiro garantido para a empresa, a Lotus decidiu tomar uma rota alternativa. Através da interpretação das regras de FIA GT, a Lotus percebeu que só precisava construir um carro de produção única, a fim de atender aos requisitos de homologação. O carro não precisa mesmo ser vendido para um cliente, que apenas teve de ser construída. A Toyota tinha seguido o mesmo caminho em 1998 com a produção do Toyota GT-One.

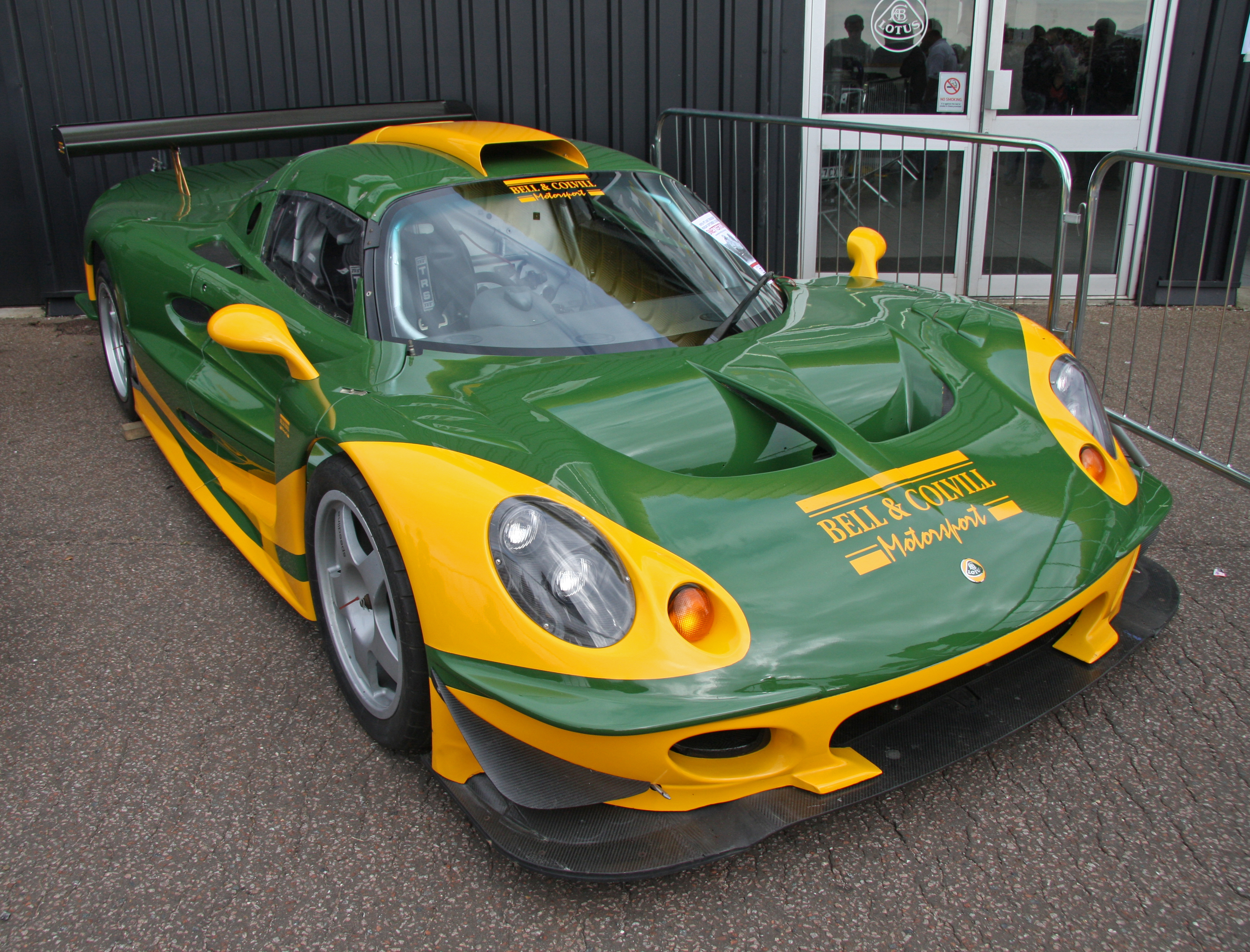
Versão de corrida da Lotus GT1

Com isto em mente, a Lotus voltou a projetar seus carros de corrida. Lotus decidiu abandonar o chassis Esprit, ao invés de transformar o protótipo em uma nova versão. Mecanicamente, apenas o chassi de alumínio Elise foi mantido para o GT1, mas foi fortemente modificado. A carroçaria em fibra de carbono novo que se assemelhasse a Elise foi construído, com uma duração muito mais longa, a fim de aumentar as capacidades aerodinâmicas do carro.
Depois do projeto do chassi, as equipes ficaram  de decidir se queriam ou não usar o motor Lótus V8 turbo ou optar por um Chevrolet LT5 6.0L V8 do Chevrolet Corvette ZR-1, um carro que o Lotus tinha inicialmente ajudou a desenvolver-se quando eles tinham sido propriedade da General Motors.A Lotus desenvolveu as LT5 pela montagem de um virabrequim plano fixo para o carro Elise GT1 Race. Com isso, sete chassis GT1 Elise foram construídos.